# Садахло
Садахло (груз. სადახლო, азерб. Sadaxlı) — крупнейшее по численности населения село Марнеульского муниципалитета, края Квемо-Картли республики Грузия с 97%-ным азербайджанским населением. Находится на юге Грузии, на территории приграничной с Арменией исторической области Борчалы.

## География
Расстояние от Садахло до других крупных городов Грузии составляет: до Тбилиси — 75 км, до Рустави — 68 км, до Гори — 165 км, до Боржоми — 242 км, до Батуми 460 км.. Граничит с селами Хулдара, Гулбаги, Цопи, Молаоглы и Бурдадзори Марнеульского муниципалитета.

## История
Посетивший в XVIII веке село путешественник Иоган Гюльденштедт отмечает, что село по своему составу было татаро-армянским, и близ него располагались прекрасные поля с пшеницей, ячменем, рисом и хлопком.
В советское время в селе действовал Садахлинский табаководческий совхоз, в котором трудился Герой Социалистического Труда Иса Ибрагим оглы Халилов.

## Экономика

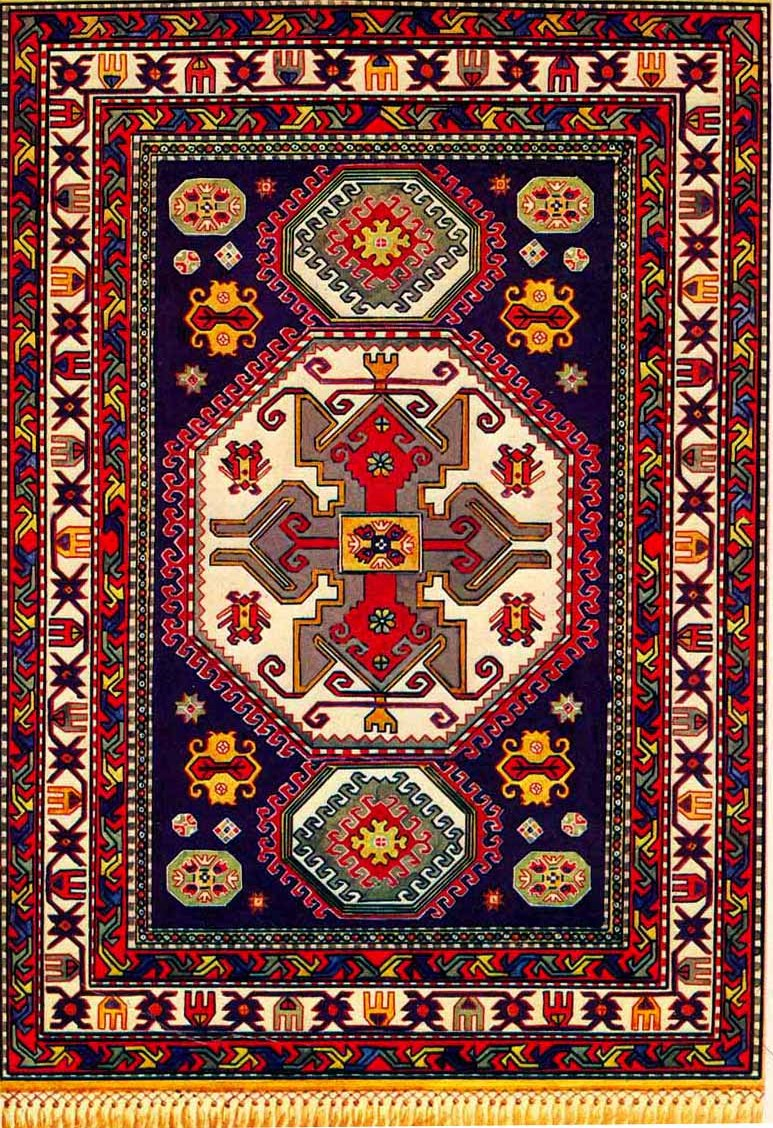
Ковёр «Борчалы» (XIX век). Музей азербайджанского ковра, Баку

Население в основном занимается торговлей, овцеводством, скотоводством и овощеводством.
В селе Садахло находится одноимённая железнодорожная станция, которая служит конечной станцией либо пунктом отправления ежедневных пригородных поездов сообщением Тбилиси — Садахло и Садахло — Тбилиси. Станция была открыта в 1899 году.

### Приграничный рынок
С начала 90-х годов до 2006 года в селе Садахло функционировал знаменитый приграничный рынок, который являлся одним из стабильно функционирующих экономических узлов на Южном Кавказе. Здесь вели торговлю представители всех трёх Закавказских республик: Грузии, Азербайджана и Армении.

### Ковроткачество
Село Садахло издревле славится в регионе своими коврами и ковровыми изделиями. Именно к этому селу относятся азербайджанские ковры «Лембели» Борчалинской школы казахской группы Гянджа-Казахского типа. Название этого ковра связано с названием региона Борчалы, находящегося к северо-западу от Казахского района Азербайджана, на территории края Квемо-Картли в Грузии. Известными сельскими ткачихами являются Хансултанлы Хеджер Байрамова и Минара Велиева.

## Население
По данным Государственного статистического комитета Грузии, согласно официальной переписи 2002 года, численность населения села Садахло составляет 9486 человек и на 97 % состоит из азербайджанцев.

## Достопримечательности
- Мечеть имени шахида Ягуба Полада[2]
- Мечеть имени Хазрата Мухаммада Мустафы[2]
- Мечеть[2]
- Средняя школа № 1[17]
- Средняя школа № 2[18]
- Больница на 30 коек
- Дом культуры[19] — 5 июля 2010 года посольство Азербайджана в Грузии по поручению Фонда Гейдара Алиева передало в порядке гуманитарной помощи библиотеке Дома культуры села Садахло азербайджанскую и зарубежную художественную литературу 50 наименований[20].
- Торговая ярмарка
- Автовокзал
- Управление сельсовета
- Региональное полицейское управление

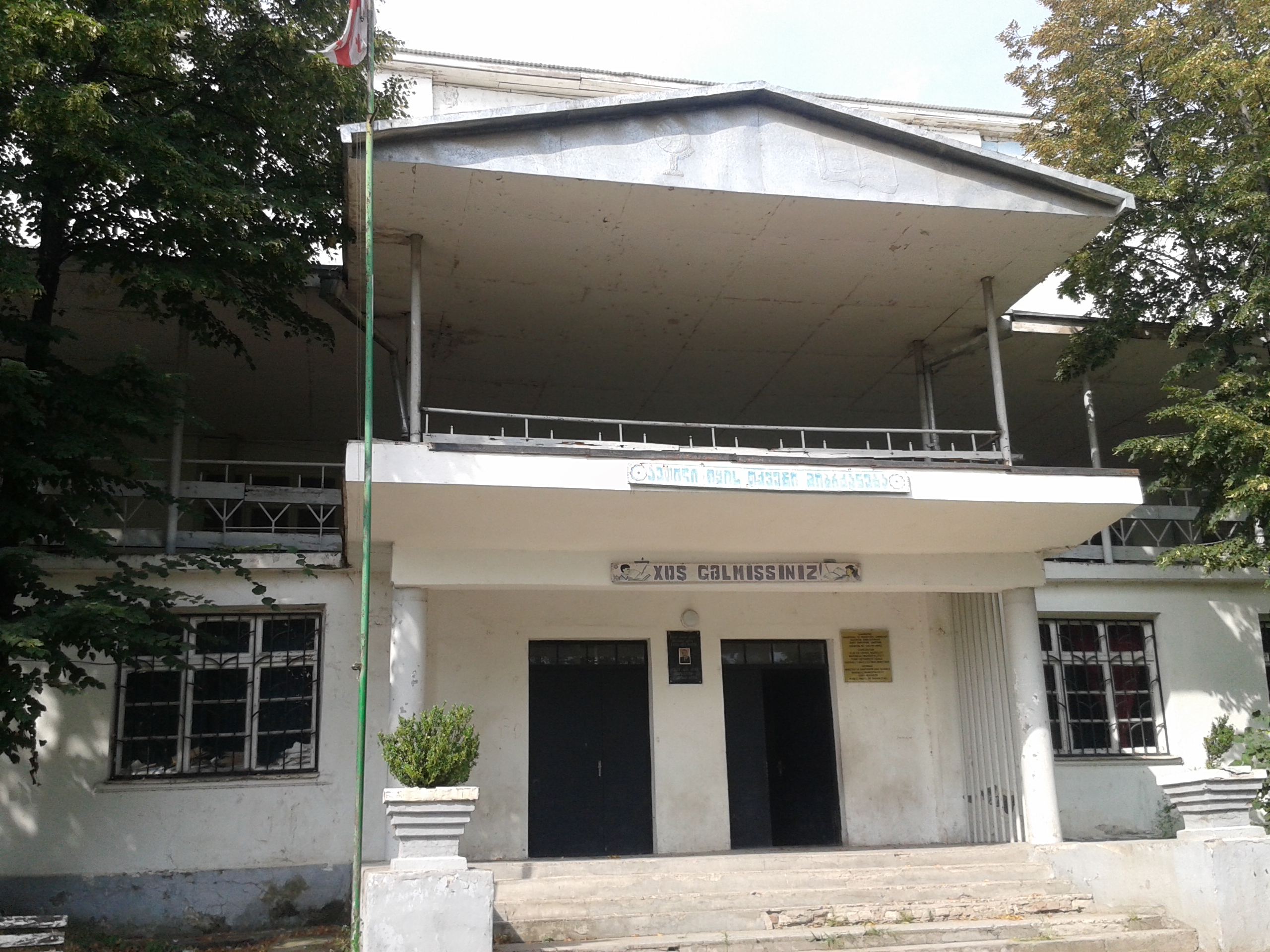
Средняя школа № 1
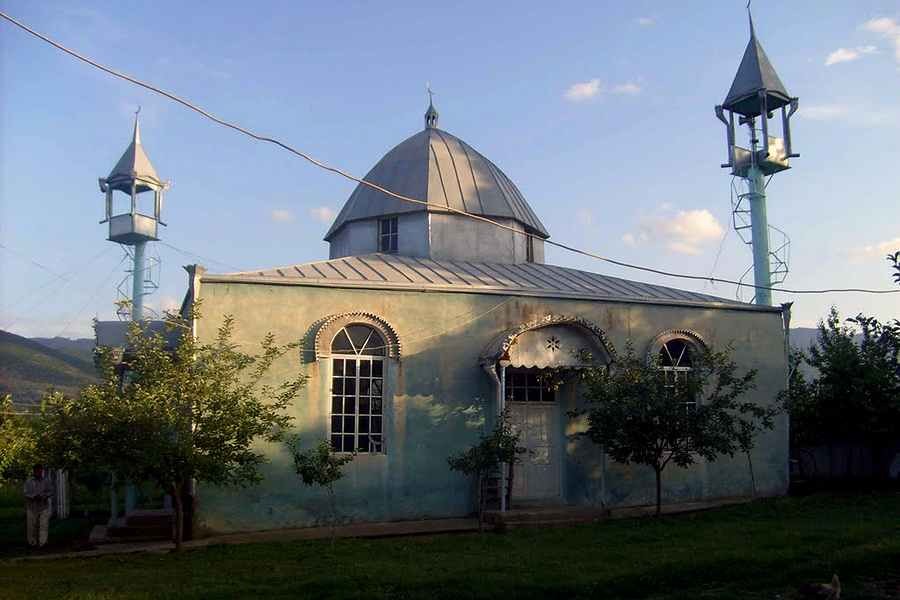
Мечеть

## Известные уроженцы
- Адиль Шарифов — директор школы № 2. 44 года работал в качестве учителя, замдиректора, а последние 20 лет директором школы. В 2002 году, за длительную и плодотворную деятельность на посту директора, был награждён одной из высших наград Грузии — орденом «Чести»[21].
- Велиев Гамид Алы оглы — кандидат филологических наук, доцент, заведующий кафедрой Международной журналистики БГУ[22].
- Пашаева Лейла — учительница сельской средней школы, стипендиат президента Грузии[23].
- Халилов Панах Имран оглы — учёный, литературавед, переводчик[24].
- Эйвазов Бякир Сулейман оглы — участник Великой Отечественной войны. Погиб 17 августа 1942 года, в 1 км севернее деревни Канищево в Ленинградской области[25].
- Досуев Джейхун Назим оглы — художник, член Союза художников Азербайджанской Республики, дизайнер, архитектор.
- Полух Полухов — заслуженный врач Грузинской ССР (1984).

## Интересные факты
Мраморный известняк, добываемый в селе Садахло, был использован при конструкции подземного зала московской станции метро «Маяковская». В частности, угловые части колонн на высоту человеческого роста выложены пластинами уральского камня «орлец» и садахлинского мраморовидного известняка тёмно-серого цвета. Коридоры и кассовый зал другой станции московского метрополитена — «Сокольники», также отделаны мрамором из Садахло. Колонны станции «Нагорная» облицованы тёмным садахлинским мрамором.
С 19 августа по 2 сентября 2006 года Центр независимых социологических исследований организовал в селе Садахло исследовательскую школу, целью которой являлось проведение пилотного исследования для подготовки масштабного социологического проекта по исследованию данного региона. В школе принимали участие 16 исследователей из Азербайджана, Грузии, Армении и России, заинтересованных в дальнейшем изучении Закавказского региона.
22 июля 2013 года в связи со священным мусульманским праздником Рамазан для жителей села Садахло был дан Ифтар, который был организован при помощи посольства Азербайджанской Республики в Грузии и грузинским представительством Азербайджанской государственной нефтяной компании — ГНКАР.